# Pasca
Pasca là một khu tự quản thuộc tỉnh Cundinamarca, Colombia. Thủ phủ của khu tự quản Pasca đóng tại Pasca Khu tự quản Pasca có diện tích ki lô mét vuông. Đến thời điểm ngày 28 tháng 5 năm 2005, khu tự quản Pasca có dân số 9117 người.